# 1330年
| 千纪： | 2千纪 |
| 世纪： | 13世纪 \| 14世纪 \| 15世纪                                                                                 |
| 年代： | 1300年代 \| 1310年代 \| 1320年代 \| 1330年代 \| 1340年代 \| 1350年代 \| 1360年代                           |
| 年份： | 1325年 \| 1326年 \| 1327年 \| 1328年 \| 1329年 \| 1330年 \| 1331年 \| 1332年 \| 1333年 \| 1334年 \| 1335年 |
| 纪年： | 庚午年（马年）；元天历三年，至顺元年；越南開祐二年；日本元德二年                                           |

## 大事记
- 元文宗改年號至順。
- 元明宗皇后八不沙被元文宗皇后卜答失里所害，元明宗長子妥懽帖睦爾被驅逐到高麗大青島。
- 12月4日——那不勒斯國王安茹的羅貝托指定喬萬娜一世和瑪麗亞（英语：Maria of Calabria）為繼承人。

## 出生
- 高麗恭愍王

## 逝世
- 八不沙，元明宗的皇后。寿宁公主（甘麻剌女儿、元成宗侄女）之女。
- 勃艮第女伯爵让娜二世，法兰西已故国王腓力五世王后。